# 崇刊水库
崇刊水库是中国重庆市潼南县境内的一座水库，位于涪江支流安居河上，建于1964年。水库正常库容为4940万立方米，集雨面积为2389平方千米，海拔为257.2米。